# Armoiries de la Jamaïque
Le blason de la Jamaïque fut occtroyé par mandat royal en 1661 (colonie britannique à l'époque) et partiellement modifié en 1957. Il fut dessiné par l'Archevêque de Cantorbéry: William Sancroft. 
Le blason est composé d'un champ d'argent dans lequel figure une croix de gueules chargé de cinq Ananas d'or. Il est soutenu par deux indiens Arawaks. Le tout est surmonté par un Crocodile jamaïcain. 
Dans la partie inférieure, sur une ceinture Pourpre, on peut lire la devise officielle du pays en anglais: “Out of Many, One People” ("De plusieurs, un peuple”).